# Anne Parillaud

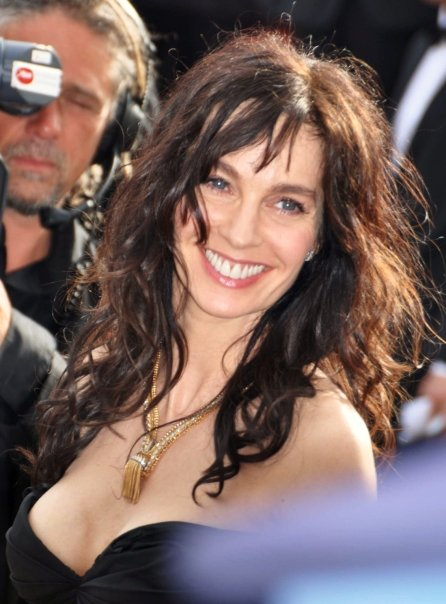
Anne Parillaud la Cannes (2009)

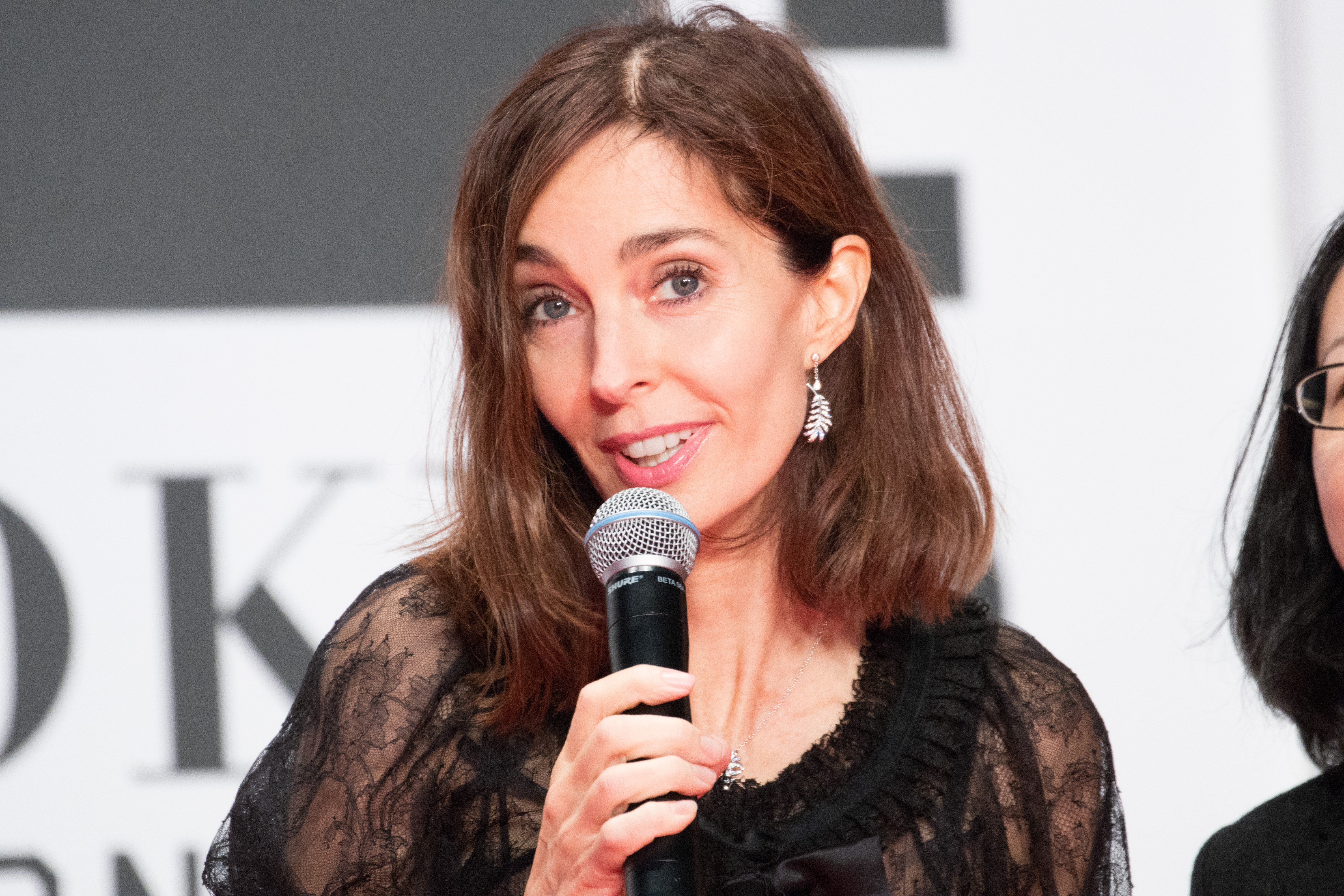
Anne Parillaud la Festivalul Internațional de Film de la Tokyo (2016)

Anne Parillaud  (n. 6 mai 1960, Paris, Île-de-France, Franța)  este o actriță franceză de film și de televiziune. Printre cele mai cunoscute filme ale sale se numără Afacerea Pigot (1981), Omul cu masca de fier (1998) și Ultima amantă (2007).
În 1991, a câștigat premiul César pentru cea mai bună actriță pentru rolul din filmul Nikita de Luc Besson (1990).

## Biografie
Este fiica cea mai mică a unui lector și astrolog castelan de Campagnac (în Saint-Pardoux-et-Vielvic) și a unei dieteticiene.
Crescută într-un spirit relativ anarhist, Anne Parillaud și-a dorit să devină avocat. Dar mama ei preferă să o înscrie la cursuri de teatru și dans pentru a-și îmbunătăți dicția și alura.
De la sfârșitul anilor 1970, ea a avut apariții revelatoare în comedii romantice precum L’Hôtel de la plage (1978) și Girls, filmul german de soft sex Patrizia (ambele din 1980) și thrillerul lui Alain Delon Afacerea Pigot (1981), având primele succese ca actriță.
A atras atenția internațională în 1990 în rolul unei asasine antrenată de puterea statului, în filmul de acțiune Nikita al lui Luc Besson. Pentru această performanță a primit Premiul César pentru cea mai bună actriță în rol principal.
În 1998, Parillaud a jucat rolul Reginei Ana de Austria (1601-1666) în adaptarea cinematografică de la Hollywood a romanului lui Alexandre Dumas Omul cu masca de fier. În același an, rolul ei din thrillerul psihologic Shattered Image amintea de Nikita, dar nu a fost bine primit de spectatori.
Parillaud, care vorbește rar despre viața ei privată în interviuri, are o fiică cu Luc Besson. A fost căsătorită cu compozitorul Jean Michel Jarre din 2005 și au divorțat în 2010.

## Filmografie selectivă
- 1977 Un amour de sable, regia Christian Lara
- 1978 L’Hôtel de la plage, regia Michel Lang
- 1980 Girls, regia Just Jaeckin
- 1980 Patrizia, regia Hubert Frank
- 1981 Afacerea Pigot (Pour la peau d'un flic), regia Alain Delon
- 1983 Reușita (Le battant), regia Alain Delon
- 1988 Giocando con l'assassino, regia Sébastien Japrisot
- 1989 Cât e ceasul? (Che ora è?), regia Ettore Scola
- 1990 Nikita, regia Luc Besson
- 1992 Amore all'ultimo morso (Innocent Blood), regia John Landis
- 1994 Fino alla follia, regia Diane Kirys
- 1998 Omul cu masca de fier (The Man in the Iron Mask), regia Randall Wallace
- 1998 Shattered Image, regia Raúl Ruiz
- 1999 Una pentru toate (Une pour toutes), regia Claude Lelouch
- 2001 Sex Is Comedy, regia Catherine Breillat
- 2002 Gangsteri (Gangsters), regia Olivier Marchal
- 2004 Deadlines, regia Ludi Boeken și Michael Alan Lerner : Julia Muller
- 2004 Terra promessa, regia Amos Gitai
- 2007 Ultima amantă (Une vieille maîtresse), regia Catherine Breillat
- 2010 L'imbroglio nel lenzuolo, regia Alfonso Arau
- 2012 Ce que le jour doit à la nuit regia Alexandre Arcady

## Premii
- 1991 – David di Donatello
  - Cea mai bună actriță (străină) pentru Nikita

- 1991 – Premiul César
  - César pentru cea mai bună actriță pentru Nikita

- 1993 – Festivalul Internațional de Film de la Tokyo
  - Premiul special al juriului (partajat cu Robert Joamie)

- 2004 – Festivalul Internațional de Film de la Paris
  - Cea mai bună actriță pentru rolul Julia Muller din filmul Deadlines (ex aequo cu Yu Nan pentru The Story of Ermei/Jing zhe)[11]